# Censorinus

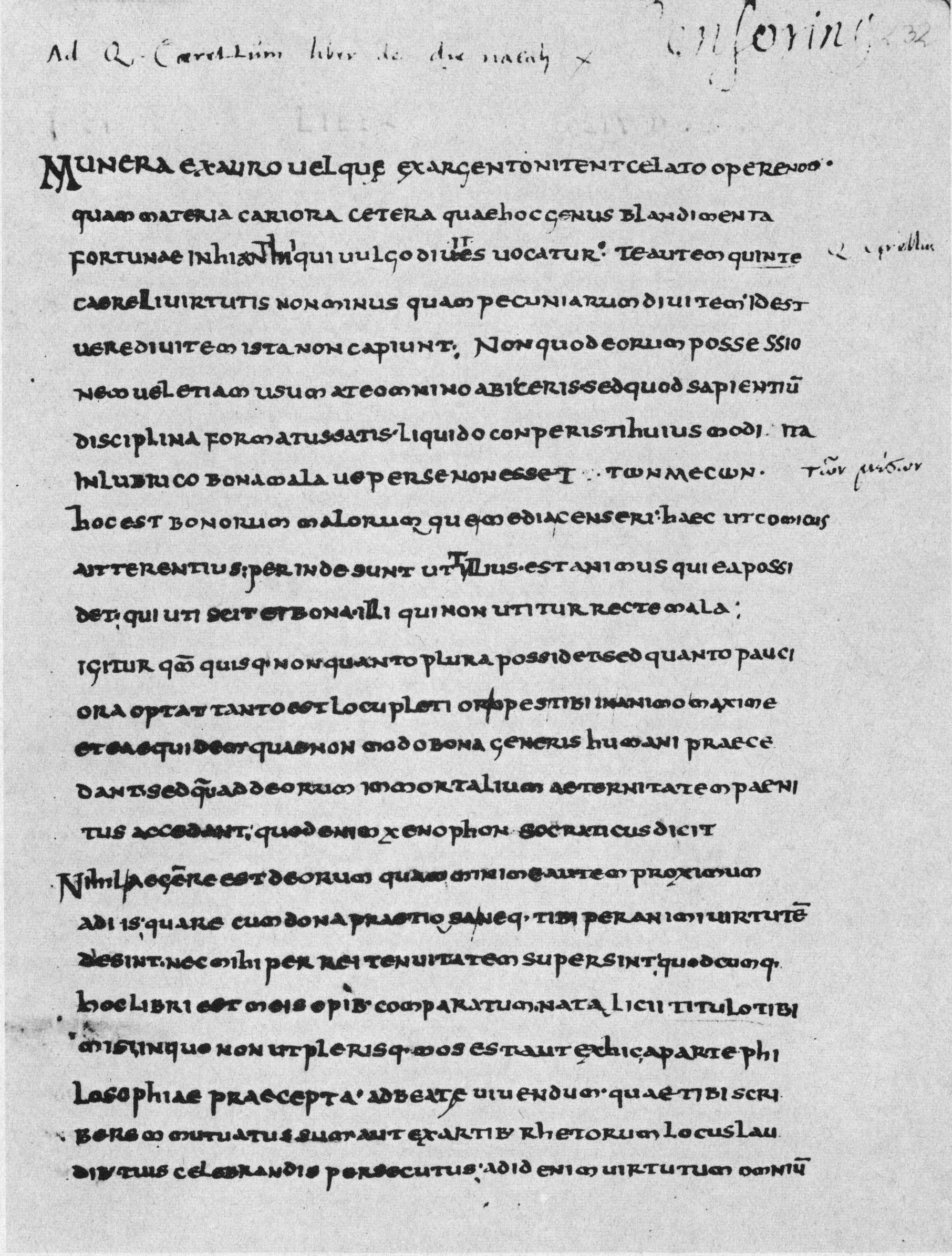
Censorinus, De die natali in der Handschrift Köln, Dombibliothek, 166, fol. 232r (8. Jahrhundert)

Censorinus war ein römischer Grammatiker und vielseitiger Schriftsteller im 3. Jahrhundert.

## Werke
Censorinus ist der Autor der verlorenen Schrift De accentibus und der erhaltenen, im Jahr 238 geschriebenen Abhandlung De die natali, die er seinem Gönner Quintus Caerellius zu dessen Geburtstag widmete.
Die beiden Teile von De die natali behandeln unterschiedliche Inhalte: Der erste behandelt die Naturgeschichte des Menschen, den Einfluss der Sterne und Genien, Musik, religiöse Riten, Astronomie und die Lehren der griechischen Philosophen. Der zweite Teil beschäftigt sich mit Fragen der Zeit und Zeiteinteilung und mit mathematischen Fragen. Mittels des von ihm geprägten Zwölfjahresrhythmus Dodekaeteris nahm er eine Festlegung der Hauptepochen der Antike vor. Der Stil ist klar und kurz, obgleich ein wenig rhetorisch, und die lateinische Sprache beherrscht Censorinus für seine Zeit recht gut.
Die verwendeten Hauptquellen waren vermutlich Varro und Sueton. Einige Gelehrte meinen, dass die gesamte Arbeit praktisch ein Plagiat von Suetons verlorenem Werk Pratum (oder Prata) sei.
Zusammen mit De die natali wurden eine Anzahl nicht von Censorinus stammender Traktate überliefert (Fragmentum Censorini, De natali institutione), die sich mit Astronomie, Geometrie, Musik und dem Versbau befassen. Der Traktat De metris geht möglicherweise auf Varro zurück und enthält die älteste Darstellung der römischen Metrik.

## Rezeption
Entscheidend für die Censorinusrezeption der Neuzeit ist die Ausgabe von L. Carrion, Paris 1583. Eine weitere Ausgabe mit Kommentar brachte Heinrich Lindenbrog 1614 heraus.
Im 19. Jahrhundert veröffentlichten Otto Jahn 1845, Friedrich Hultsch 1862 und Iwan Cholodniak 1889 kritische Ausgaben.
Nach dem antiken Grammatiker ist der Mondkrater Censorinus benannt.

## Übersetzungen
englisch
- De die natali (die ersten elf Kapitel sind ausgelassen) mit Anmerkungen von William Maude, New York 1900.
- De die natali, übersetzt von Holt N. Parker: Censorinus. The Birthday Book, Chicago 2007, ISBN 0-226-09974-1

deutsch
- De die natali, übersetzt von Kai Brodersen: Censorinus, Das Geburtstagsbuch, Darmstadt 2011, ISBN 978-3-89678-752-1
- De die natali, lateinisch-deutsch von Kai Brodersen: Censorinus, Über den Geburtstag, Darmstadt 2012, ISBN 978-3-534-18154-4